# Żabno, Zachodniopomorskie
Żabno [ˈʐabnɔ] là một ngôi làng thuộc khu hành chính của Gmina Sławno, thuộc huyện Sławno, Zachodniopomorskie, ở phía tây bắc Ba Lan. Nó nằm khoảng 11 kilômét (7 mi)   phía đông Sławno và 184 km (114 mi) về phía đông bắc của thủ đô khu vực Szczecin.
Trước năm 1945, khu vực này là một phần của Đức. Đối với lịch sử của khu vực, xem Lịch sử của Pomerania.